# 野球ガーナ代表
野球ガーナ代表（やきゅうガーナだいひょう）は、ガーナ野球ソフトボール協会が統括する、ガーナにおける野球のナショナルチームである。愛称はライジング・スターズ。
日本のフジテレビの番組「奇跡体験!アンビリバボー」内の企画で、1998年には高橋慶彦が、特別コーチとしてガーナに向かい野球の指導を行った。また、同番組のレギュラーである所ジョージがガーナ代表の応援ソングを作曲している。
日本からの支援によって支えられている部分が大きい。特定非営利活動法人の「アフリカ野球友の会」などが支援に大きく関わっている。
また、ガーナ人コーチの育成のため、広島東洋カープにコーチ候補生を送り込んでいる。
2007年の北京オリンピックアフリカ予選では、西アフリカ予選を2位で通過し、アフリカ最終予選に進出。世界最終予選進出はならなかったが、過去最高成績である3位入賞を果たして大会を終えた。

## 歴代監督
- 友成晋也
- 阪長友仁